# Długoletni przyjaciele
Długoletni przyjaciele (ang. Longtime Companion) – amerykański film z 1990 roku w reżyserii Normana René. Zdjęcia kręcono w stanie Nowy Jork.

## Opis fabuły
Film przedstawia losy homoseksualnych przyjaciół oraz początki rozprzestrzeniania się wirusa HIV w środowisku LGBT lat osiemdziesiątych.

## Obsada
- Mary-Louise Parker – Lisa
- Bruce Davison – David
- Campbell Scott – Willy
- Brian Cousins – Bob
- Michael Schoeffling – Michael
- Dermot Mulroney – John

## Nagrody i wyróżnienia
Oscary za rok 1990
- Najlepszy aktor drugoplanowy - Bruce Davison (nominacja)

Złote Globy 1990
- Najlepszy aktor drugoplanowy - Bruce Davison